# Zecchino d'Oro 1977
Il ventesimo Zecchino d'Oro si è svolto a Bologna dal 10 al 12 novembre 1977.
È stato presentato da Cino Tortorella. La sigla è stata Ciao amico. L'ospite di questa edizione è stato Kabir Bedi.
Hanna Kedaj è oggi una giornalista televisiva, molto popolare in Polonia con il nome Hanna Smoktunowicz / Hanna Lis.
Arrigo Fattiboni ha poi cantato nel 2015 Adventure of a Lifetime con il gruppo Coldplay.
Questa è l'unica edizione della storia della manifestazione dove tra gli interpreti delle canzoni italiane ci sono solo bambini maschi. 
La stessa cosa succederà anche nella 46ª edizione dove tra gli interpreti delle canzoni italiane c'è un bambino maschio e ci sono tante bambine femmine.
Questa edizione fu la prima ad essere trasmessa a colori.

## Brani in gara
- Biribiribindi biribiribanda (Testo: Dante Panzuti/Musica: Gualtiero Malgoni) - Davide Settembrino
- Cavallino peruviano (Caballo de paso) ( Perù) - Milena Palacios
- Dai, dai balla il Syrtaki (Σήκω χόρεψε συρτάκι) ( Grecia) - Jannis Kiriasis (Ιάννης Κυριαζής)
- Finché non cado dal sonno (Testo: Luciano Sterpellone/Musica: Anna Venturini, Mario Pagano) - Damiano Nalini
- Hagi firuz (حاجی فيروز اومد) ( Iran) - Navid Anayati e Farida Djalali
- I castelli di Brisighella (Testo: Sandro Tuminelli/Musica: Jacqueline Perrotin) - Salvatore Antonio Folino
- I pescatori del Canadà (The Feller from Fortune) ( Canada) (Testo: Luciano Sterpellone/Musica: Giordano Bruno Martelli) - Gennaro Palumbo
- La buona volontà (Testo: Bruno Lauzi/Musica: Bruno Lauzi) - Gianluca Gianniberti (6 anni e mezzo) e Mimmo Pelliccio
- Nel duemila (Testo: Tony Martucci, Ferdinando Pacella/Musica: Eros Sciorilli) - Arrigo Fattiboni
- Rapa - Rapanello (Rzepka) ( Polonia) (Testo: Luciano Beretta/Musica: Giordano Bruno Martelli) - Katarzyna Górecka e Hanna Kedaj (7 anni)
- Rumbakatumba (Testo: Gino Creazzi/Musica: Corrado Castellari) - David Masseroni
- Samba della mia terra (O Samba da minha terra) ( Brasile) - Carla d'Agostino Vaz Souza e Renata Oliveira Da Costa